# Warnockia scutellarioides
Warnockia scutellarioides är en kransblommig växtart som först beskrevs av Georg George Engelmann och Asa Gray, och fick sitt nu gällande namn av M.W. Turner. Warnockia scutellarioides ingår i släktet Warnockia och familjen kransblommiga växter. Inga underarter finns listade i Catalogue of Life.